# ياسين آفجه (لاعب كرة قدم)
ياسين آفجه (بالتركية: Yasin Avcı)‏ هو لاعب كرة قدم تركي في مركز الوسط، ولد في 10 أبريل 1983 في تيره في تركيا. لعب مع آلتاي إزمير وبوجاسبور وشانلي أورفا سبور ونادي كارديمير كارابوك سبور.

## وصلات خارجية
- ياسين آفجه (لاعب كرة قدم) على موقع اتحاد تركيا (لاعب) (الإنجليزية)
- ياسين آفجه (لاعب كرة قدم) على موقع قاعدة بيانات كرة القدم.إي يو (الإنجليزية)
- ياسين آفجه (لاعب كرة قدم) على موقع عالم كرة القدم.نت (الإنجليزية)